# Yorkville (Illinois)
Yorkville é uma cidade localizada no estado americano de Illinois, no Condado de Kendall.

## Demografia
Segundo o censo americano de 2000, a sua população era de 6189 habitantes.
Em 2006, foi estimada uma população de 12.596, um aumento de 6407 (103.5%).

## Geografia
De acordo com o United States Census Bureau tem uma área de
18,5 km², dos quais 18,2 km² cobertos por terra e 0,3 km² cobertos por água. Yorkville localiza-se a aproximadamente 197 m acima do nível do mar.

## Localidades na vizinhança
O diagrama seguinte representa as localidades num raio de 16 km ao redor de Yorkville.